# Melvin Price
Charles Melvin Price (East St. Louis, 1º gennaio 1905 – Camp Springs, 22 aprile 1988) è stato un politico statunitense, membro della Camera dei Rappresentanti per lo Stato dell'Illinois dal 1945 al 1988.

## Biografia
Nato ad East St. Louis, Price studiò presso la Saint Louis University e successivamente lavorò come giornalista, per poi svolgere le mansioni di segretario del deputato Edwin M. Schaefer. Arruolatosi nell'esercito, prestò servizio militare come quartiermastro nel corso della seconda guerra mondiale.
Entrato in politica con il Partito Democratico, nel 1944 venne eletto alla Camera dei Rappresentanti sconfiggendo di misura il deputato repubblicano in carica Calvin D. Johnson. Da allora, Price fu riconfermato per altri ventuno mandati, cambiando distretto congressuale quattro volte. Morì nel 1988 a causa di un tumore del pancreas che gli era stato diagnosticato un mese prima, mentre era ancora in carica come deputato; il suo seggio al Congresso venne occupato poi da Jerry Costello.